# Петршин

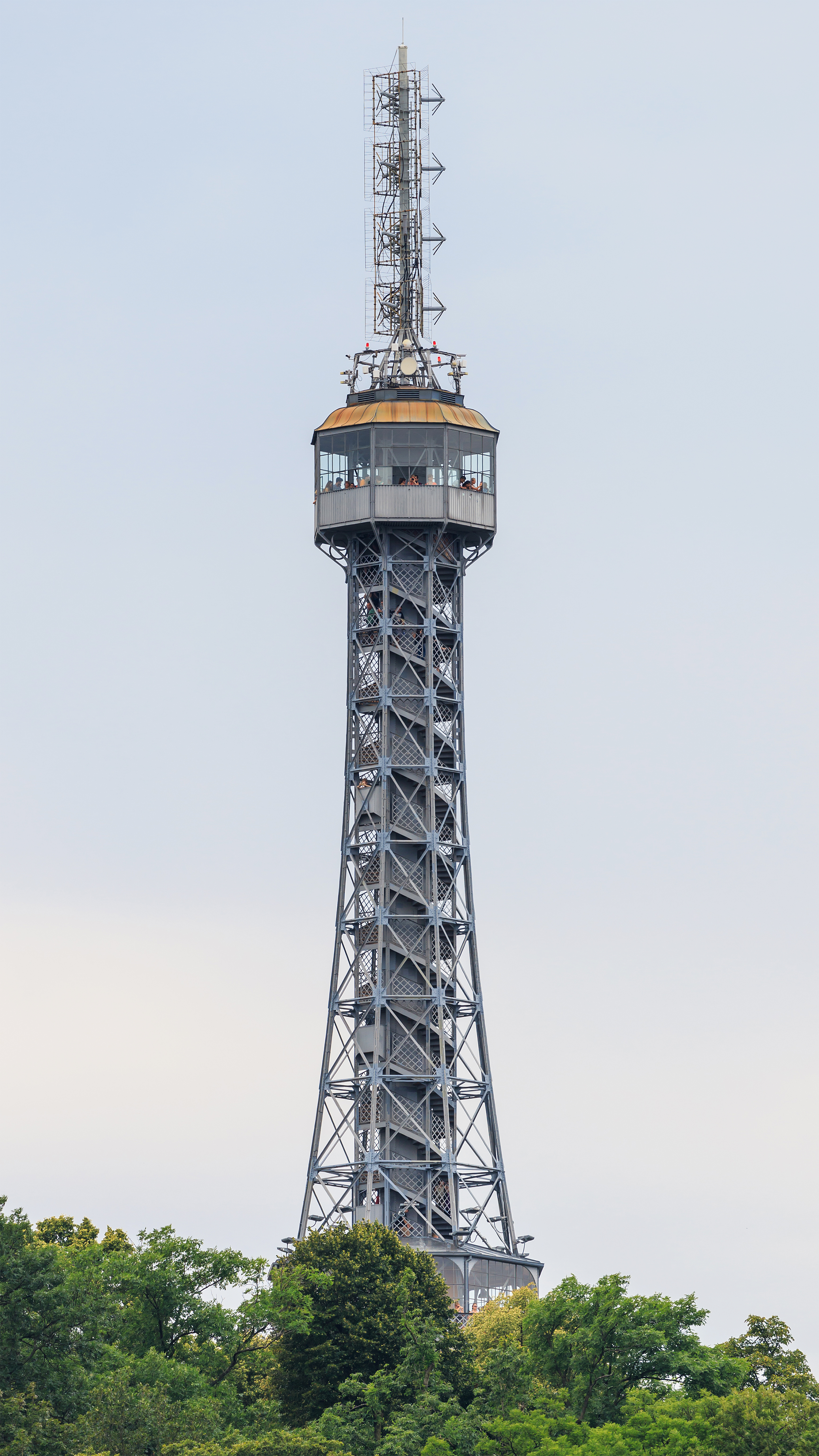
Петршинская башня

Пе́тршин (чеш. Petřín, нем. Laurenziberg) — холм в центре Праги (Чехия) на левом берегу реки Влтавы. Высота 327 м. Наиболее известная гора Праги. В языческие времена холм был местом поклонения Перуну. При Карле IV на холме было возведено оборонительное сооружение — Голодная стена. На вершине — Петршинская башня, которая напоминает Эйфелеву, возведена в 1891 году. Согласно легенде с Петршина холма княгиня Либуше предсказала рождение Праги. В русской литературе Петршинский холм появляется в «Поэме горы» Марины Цветаевой. По склону холма, к реке, проложена линия фуникулёра. Также есть Зеркальный лабиринт на Петршине.

## Достопримечательности
- Церковь святого Михаила Архангела – деревянная церковь с 17-го века в бойковском стиле перенесенном в 1929 году из Подкарпатской Руси[2]